# Ausangate
Ausangate (keczua Awsanqati) – góra w Andach na terytorium Peru, około 100 kilometrów na południowy wschód od Cusco. Maksymalna wysokość to 6384 m n.p.m.
Pierwszego wejścia na szczyt dokonali w 1953 r. H. Harrer, H. Steinmetz, F. Marz, i J. Wellenkamp.
Co roku w czerwcu na zboczu góry odbywa się wielkie święto Quyllur Rit'i, przyciągające tysiące pielgrzymów.